# تپه قره اول
تپه قره اول مربوط به دوره ساسانیان است و در شهرستان کوثر، بخش مرکزی، دهستان سنجبد غربی، روستای هریس واقع شده و این اثر در تاریخ ۱۵ دی ۱۳۸۷ با شمارهٔ ثبت ۲۴۰۰۱ به‌عنوان یکی از آثار ملی ایران به ثبت رسیده است.